# Колорадо-Сіті (Колорадо)
Колорадо-Сіті (англ. Colorado City) — переписна місцевість (CDP) в США, в окрузі Пуебло штату Колорадо. Населення — 2237 осіб (2020).

## Географія
Колорадо-Сіті розташоване за координатами 37°56′12″ пн. ш. 104°50′44″ зх. д. / 37.93667° пн. ш. 104.84556° зх. д. (37.936651, -104.845601).  За даними Бюро перепису населення США в 2010 році переписна місцевість мала площу 35,76 км², з яких 35,47 км² — суходіл та 0,29 км² — водойми.

## Демографія
Згідно з переписом 2010 року, у переписній місцевості мешкали 2193 особи в 857 домогосподарствах у складі 605 родин. Густота населення становила 61 особа/км².  Було 943 помешкання (26/км²).
Расовий склад населення:
| - 92,8 % — білих - 1,5 % — корінних американців - 0,9 % — чорних або афроамериканців - 0,2 % — азіатів - 2,0 % — осіб інших рас |

До двох чи більше рас належало 2,6 %. Частка іспаномовних становила 13,8 % від усіх жителів.
За віковим діапазоном населення розподілялося таким чином: 23,3 % — особи молодші 18 років, 56,3 % — особи у віці 18—64 років, 20,4 % — особи у віці 65 років та старші. Медіана віку мешканця становила 45,9 року. На 100 осіб жіночої статі у переписній місцевості припадало 92,9 чоловіків;  на 100 жінок у віці від 18 років та старших — 91,0 чоловіків також старших 18 років.
Середній дохід на одне домашнє господарство  становив 67 462 долари США (медіана — 52 697), а середній дохід на одну сім'ю — 73 598 доларів (медіана — 56 496). За межею бідності перебувало 21,5 % осіб, у тому числі 40,0 % дітей у віці до 18 років та 8,6 % осіб у віці 65 років та старших.
Цивільне працевлаштоване населення становило 795 осіб. Основні галузі зайнятості: освіта, охорона здоров'я та соціальна допомога — 32,6 %, мистецтво, розваги та відпочинок — 19,0 %, науковці, спеціалісти, менеджери — 10,7 %, транспорт — 9,1 %.